# Cartas na Rua
Cartas na Rua (em inglês: Post Office) é o primeiro romance do escritor teuto-americano Charles Bukowski, publicado em 1971. No Brasil foi publicado no mesmo ano, pelo projeto Círculo do Livro, com tradução de Alberto Alexandre Martins e Marilene Felinto.
A obra é um livro de memórias autobiográfico dos anos de trabalho de Bukowski no Serviço Postal dos Estados Unidos. Os direitos cinematográficos do romance foram vendidos no início dos anos 1970, mas nenhum filme foi feito.

## Enredo
Em Los Angeles, Califórnia, o botequeiro Henry Chinaski torna-se um carteiro substituto. Ele desiste da ocupação por um tempo, vivendo de seus ganhos nas pistas de corrida de cavalos, mas depois volta e se torna balconista do serviço postal. Chinaski vagueia de um lugar para outro, sobrevivendo à bebida e às mulheres, com seu senso de humor mordaz e uma visão cínica do mundo.

## Escrita e Publicação
O livro é um relato autobiográfico do tempo de Bukowski trabalhando como transportador e classificador para o Serviço Postal dos Estados Unidos, e o romance é "dedicado a ninguém".
Cartas na Rua apresenta o anti-herói autobiográfico de Bukowski, Henry Chinaski. O livro relata o período da vida de Bukowski desde cerca de 1952 até seu pedido de demissão do Serviço Postal dos Estados Unidos três anos depois, e seu retorno em 1958 e sua saída definitiva em 1969. Durante esse tempo, o escritor personagem trabalhou como carteiro. Após um breve hiato, em que se sustentou apostando em corridas de cavalos, voltou ao serviço postal para trabalhar como classificador.
O grande amor de Bukowski, Jane Cooney Baker ("Betty" em Cartas na Rua), era uma viúva alcoólatra 11 anos mais velha que ele. Ela morreu em janeiro de 1962. Também serviu de inspiração para "Wanda", no filme Barfly, de 1987, filmado com roteiro de Bukowski.
A primeira esposa de Bukowski, Barbara Frye ("Joyce"), sofreu uma deformidade física - faltavam duas vértebras em seu pescoço, dando a impressão de que "ela estava permanentemente curvando os ombros". Após dois anos de casamento, no final dos anos 1950, pediu o divórcio, o acusando de "crueldade mental". No romance, Joyce é retratada como uma ninfomaníaca rica.
Em dezembro de 1969, John Martin fundou a editora Black Sparrow Press para publicar os textos de Bukowski, oferecendo a ele $ 100 por mês pelo resto da vida, com a condição de que Bukowski parasse de trabalhar no serviço postal e escrevesse em tempo integral para a editora. Bukowski concordou; três semanas depois, ele havia escrito Cartas na Rua.

## Adaptação para o Cinema
Os direitos cinematográficos de Cartas na Rua foram vendidos para Taylor Hackford, no início dos anos 1970, mas um roteiro da obra nunca foi filmado. Hackford dirigiu um documentário, em 1973 sobre Bukowski.